# Platges de Muro

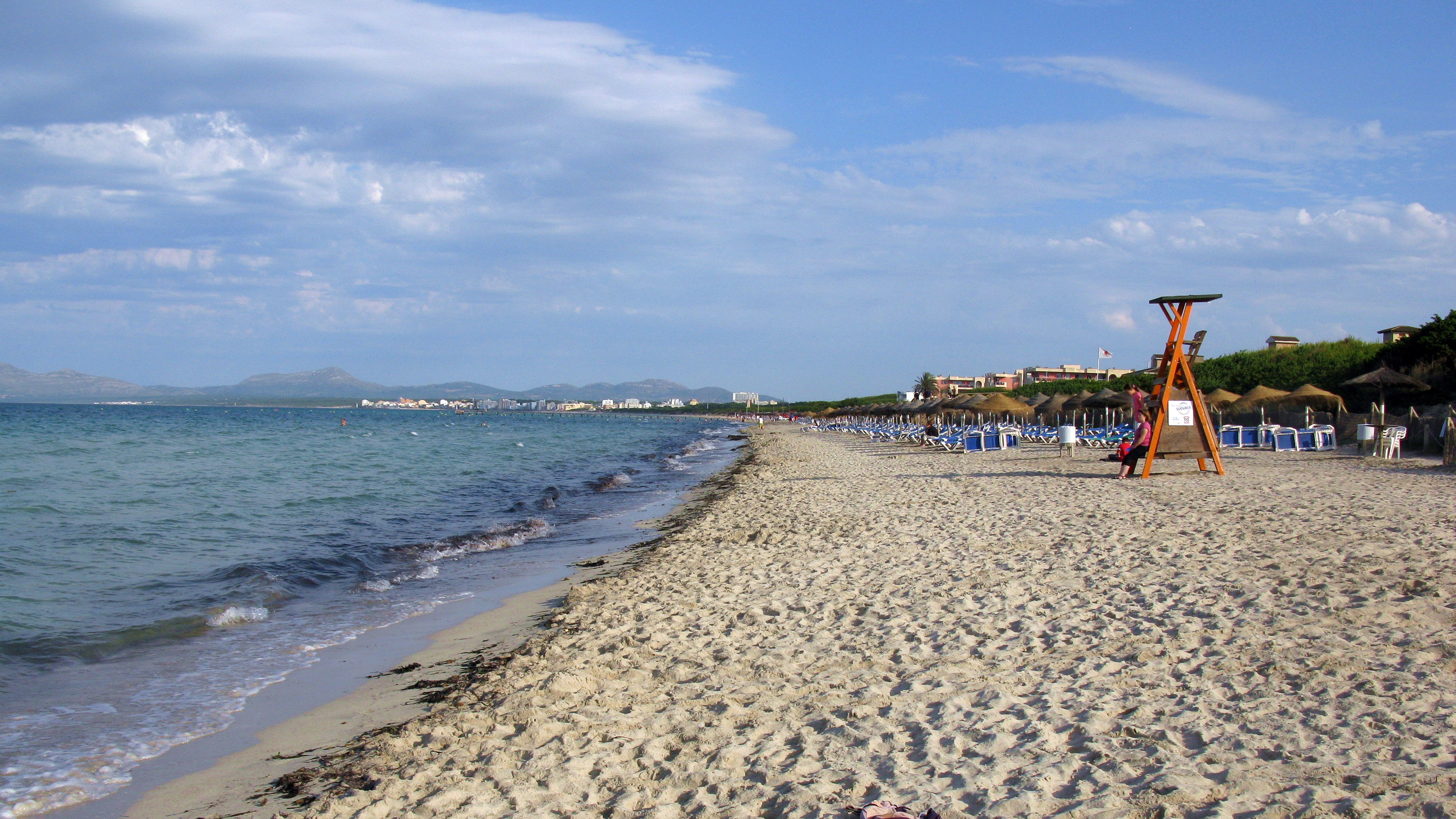
Platges de Muro, Alcudia, Mallorca, Ca'n Picafort

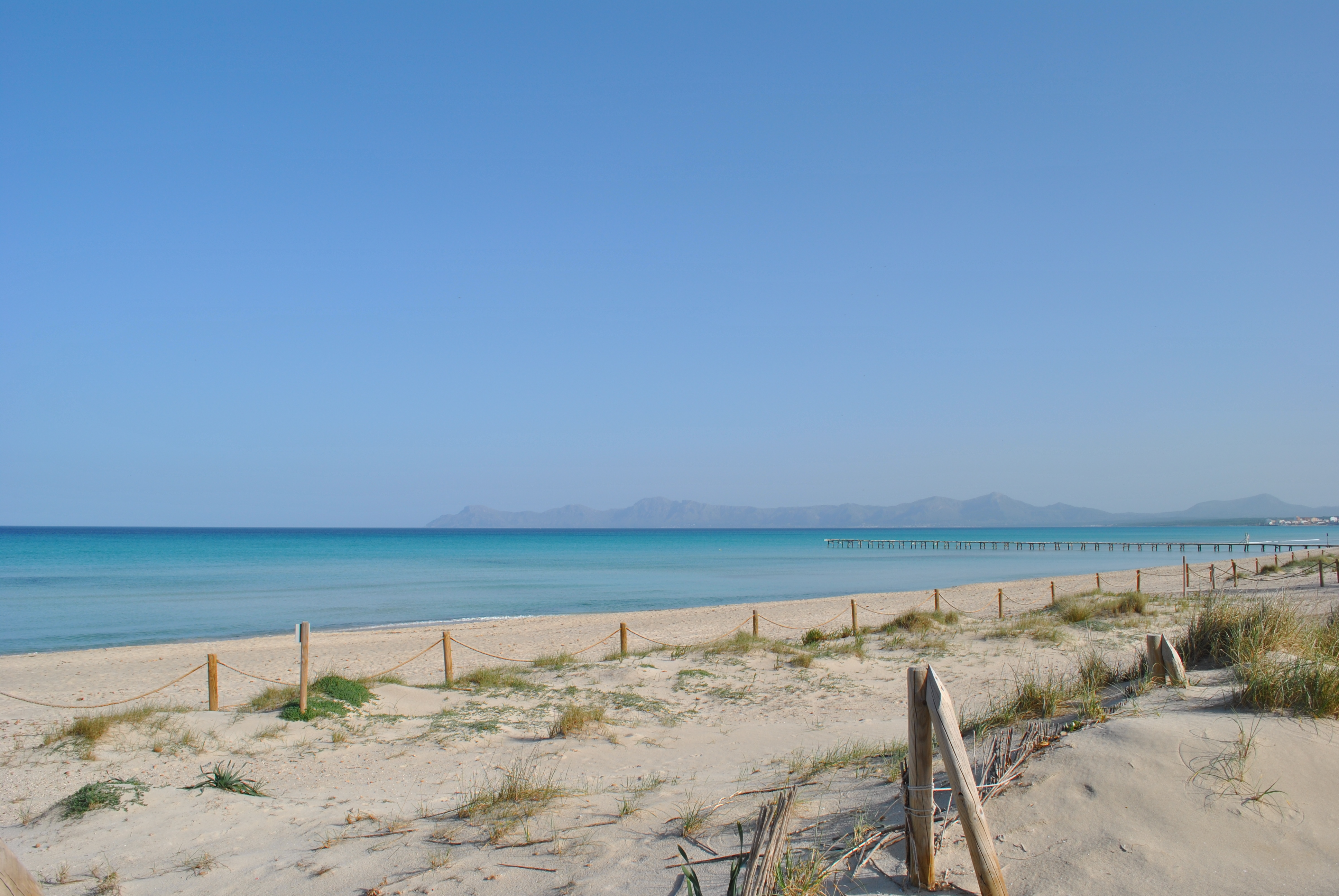
Platges de Muro

Platja de Muro – Es Comú està a un quilòmetre de Ca'n Picafort i a 10,5 de Muro, situada entre Cassets des Capellans, on comença aquesta immensa platja i el municipi de Muro, i Platja des Braç, en la qual es concentra el nucli turístic.
Aquest arenal de dimensions quilomètriques és una de les platges més verges i millor conservades de la badia d'Alcúdia, així com de propietat comunal. Es caracteritza per posseir una sorra de gra fi i opalino, estar poblat per boscos de ginebres, cas excepcional a Illes Balears, i pins que fixen un sistema dunar únic en l'arxipèlag, que s'estén centenars de metres terra endins fins a xocar amb la carretera i on subsisteixen una multitud de senderes d'accés i sortida d'aquesta platja.
La zona denominada es Comú de Muro és Àrea Natural d'Especial Interès, inclosa dins del Parc Natural de l'Albufera, amb una àrea recreativa en el seu interior.
Les seves aigües són transparents, d'onatge moderat a tranquil, de fina sorra i de color daurat, ideal per a tot tipus d'usuari.
El seu accés és difícil, tant a peu com en vehicle, ja que la zona de pineda es troba tancada al trànsit rodat, excepte per tots dos extrems en què hi ha carrers. A prop es troben els marenys de Parc Natural de s'Albufera, on es poden observar diferents tipus d'ocells i altres espècies d'animals.
També es pot optar per arribar amb autobús, la parada del qual es localitza a un centenar de metres d'aquest arenal. Amb aquestes característiques paradisíaques, Platja de Muro - es Comú només registra una afluència baixa de banyistes locals, sobretot famílies.